# SN 2007di
SN 2007di – supernowa typu Ia odkryta 18 kwietnia 2007 roku w galaktyce A161425+0509. W momencie odkrycia miała maksymalną jasność 19,70m.